# Indy-Lights-Saison 2014
Die Indy-Lights-Saison 2014 war die 29. Saison der amerikanischen Rennserie Indy Lights. Die Saison begann am 30. März in Saint Petersburg und endete am 24. August in Sonoma. Es wurden 14 Rennen ausgetragen. Gabby Chaves gewann die Meisterschaft.
Es war die letzte Saison der seit 2002 verwendeten Dallara-Infiniti-Rennwagen.

## Teams und Fahrer
Alle Teams benutzten Chassis von Dallara, Motoren von Infiniti und Reifen von Firestone.
| Team                                                                          | Nr. | Fahrer              | Rennen    |
| ----------------------------------------------------------------------------- | --- | ------------------- | --------- |
| Schmidt Peterson Motorsports Schmidt Peterson Motorsports with Curb-Agajanian | 07  | Luiz Razia          | 1–14      |
| Schmidt Peterson Motorsports Schmidt Peterson Motorsports with Curb-Agajanian | 10  | Juan Pablo Garcia   | 1–14      |
| Schmidt Peterson Motorsports Schmidt Peterson Motorsports with Curb-Agajanian | 42  | Jack Harvey         | 1–14      |
| Schmidt Peterson Motorsports Schmidt Peterson Motorsports with Curb-Agajanian | 77  | Juan Piedrahita     | 1–14      |
| Andretti Autosport                                                            | 26  | Zach Veach          | 1–14      |
| Andretti Autosport                                                            | 83  | Matthew Brabham     | 1–14      |
| Belardi Auto Racing                                                           | 0   | Chase Austin        | 7         |
| Belardi Auto Racing                                                           | 04  | Alex Baron          | 1–9       |
| Belardi Auto Racing                                                           | 04  | Axcil Jefferies     | 10, 11    |
| Belardi Auto Racing                                                           | 04  | Ryan Phinny         | 13, 14    |
| Belardi Auto Racing                                                           | 05  | Gabby Chaves        | 1–14      |
| Team Moore Racing                                                             | 02  | Zack Meyer          | 1–7, 9–14 |
| Team Moore Racing                                                             | 22  | Vittorio Ghirelli   | 1–4       |
| Team Moore Racing                                                             | 22  | Emerson Newton-John | 7         |
| Team Moore Racing                                                             | 22  | Jimmy Simpson       | 10, 11    |
| MDL Racing                                                                    | 56  | Matthew Di Leo      | 9         |
| Bryan Herta Autosport/Jeffrey Mark Motorsport                                 | 28  | Lloyd Read          | 1–6       |
| Bryan Herta Autosport/Jeffrey Mark Motorsport                                 | 28  | Ryan Phinny         | 9–11      |
| Fan Force United                                                              | 24  | Scott Anderson      | 1–14      |

## Rennkalender
Die Indy-Lights-Saison 2014 umfasste 14 Rennen. Alle Rennen fanden im Rahmen der IndyCar Series statt. Neu im Kalender war eine Straßenkursvariante des Indianapolis Motor Speedways sowie der Sonoma Raceway. Nicht mehr im Kalender waren der Iowa Speedway, die Streets of Baltimore, der Reliant Park und der Auto Club Speedway.
| Nr. | Datum      | Rennstrecke      | Art | Erster          | Zweiter         | Dritter         |
| --- | ---------- | ---------------- | --- | --------------- | --------------- | --------------- |
| 1.  | 30. März   | Saint Petersburg | T   | Zach Veach      | Gabby Chaves    | Jack Harvey     |
| 2.  | 13. April  | Long Beach       | T   | Gabby Chaves    | Zach Veach      | Matthew Brabham |
| 3.  | 26. April  | Birmingham       | P   | Zach Veach      | Luiz Razia      | Jack Harvey     |
| 4.  | 27. April  | Birmingham       | P   | Gabby Chaves    | Alex Baron      | Zach Veach      |
| 5.  | 09. Mai    | Indianapolis     | P   | Matthew Brabham | Luiz Razia      | Jack Harvey     |
| 6.  | 10. Mai    | Indianapolis     | P   | Luiz Razia      | Jack Harvey     | Alex Baron      |
| 7.  | 23. Mai    | Indianapolis     | O   | Gabby Chaves    | Matthew Brabham | Zach Veach      |
| 8.  | 06. Juli   | Pocono           | O   | Gabby Chaves    | Zach Veach      | Jack Harvey     |
| 9.  | 20. Juli   | Toronto          | T   | Alex Baron      | Gabby Chaves    | Jack Harvey     |
| 10. | 02. August | Lexington        | P   | Jack Harvey     | Gabby Chaves    | Luiz Razia      |
| 11. | 03. August | Lexington        | P   | Jack Harvey     | Zach Veach      | Gabby Chaves    |
| 12. | 17. August | West Allis       | O   | Zach Veach      | Matthew Brabham | Gabby Chaves    |
| 13. | 23. August | Sonoma           | P   | Jack Harvey     | Gabby Chaves    | Luiz Razia      |
| 14. | 24. August | Sonoma           | P   | Jack Harvey     | Gabby Chaves    | Zach Veach      |

- Erklärung: O: Ovalkurs, T: temporäre Rennstrecke (Stadtkurs, Flugplatzkurs), P: permanente Rennstrecke

## Wertungen

### Punktesystem
Die Punkte wurden nach folgendem Schema vergeben:
| Position | 1  | 2  | 3  | 4  | 5  | 6  | 7  | 8  | 9  | 10 | 11 | 12 |
| -------- | -- | -- | -- | -- | -- | -- | -- | -- | -- | -- | -- | -- |
| Punkte   | 50 | 40 | 35 | 32 | 30 | 28 | 26 | 24 | 22 | 20 | 18 | 16 |

Fahrer, die weniger als 50 % der Renndistanz absolviert haben, erhielten unabhängig von ihrer Platzierung einen Punkt.
Außerdem gab es je einen Zusatzpunkt für die Pole-Position, die schnellste Rennrunde und für den Fahrer, der das Rennen die meisten Runden angeführt hatte.

### Fahrerwertung
| Pos. | Fahrer         | STP | LBH | BAR | BAR | INDY | INDY | INDY | POC | TOR | MDO | MDO | MIL | SON | SON | Punkte |
| ---- | -------------- | --- | --- | --- | --- | ---- | ---- | ---- | --- | --- | --- | --- | --- | --- | --- | ------ |
| 01   | G. Chaves      | 2°  | 1*  | 6   | 1*° | 11   | 8    | 1    | 1*  | 2   | 2   | 3   | 3   | 2   | 2   | 547    |
| 02   | J. Harvey      | 3   | 4   | 3   | 5   | 3    | 2    | 5    | 3   | 3   | 1*  | 1*° | 5   | 1*  | 1*° | 547    |
| 03   | Z. Veach       | 1*  | 2   | 1*  | 3   | 9    | 7    | 3    | 2   | 5   | 4   | 2   | 1   | 7   | 3   | 520    |
| 04   | M. Brabham     | 9   | 3   | 4   | 12  | 1*   | 4    | 2*   | 5   | 4   | 5   | 12  | 2*  | 6   | 5   | 424    |
| 05   | L. Razia       | 5   | 5   | 2   | 4   | 2    | 1*°  | 4    | 8   | 12  | 3   | 11  | 8   | 3   | 4   | 403    |
| 06   | J. Garcia      | 7   | 8   | 7   | 6   | 6    | 6    | 6    | 4   | 8   | 10  | 6   | 7   | 4   | 9   | 372    |
| 07   | J. Piedrahita  | 6   | 7   | 10  | 7   | 8    | 11   | 8    | 7   | 7   | 9   | 5   | 6   | 5   | 7   | 337    |
| 08   | S. Anderson    | 12  | 9   | 12  | 10  | 7    | 5    | 9    | 6   | 9   | 8   | 9   | 4   | 8   | 10  | 309    |
| 09   | Z. Meyer       | 8   | 10  | 9   | 8   | 4    | 10   | 10   |     | 10  | 7   | 10  | DNA | 9   | 8   | 274    |
| 10   | A. Baron       | 10  | 6   | 5   | 2   | 5    | 3    | 7    | DNA | 1*  |     |     |     |     |     | 261    |
| 11   | L. Read        | 11  | 11  | 11  | 9   | 10   | 9    |      |     |     |     |     |     |     |     | 101    |
| 12   | R. Phinny      |     |     |     |     |      |      |      |     | 11  | 12  | 7   |     | 10  | 6   | 91     |
| 13   | V. Ghirelli    | 4   | 12  | 8   | 11  |      |      |      |     |     |     |     |     |     |     | 90     |
| 14   | A. Jefferies   |     |     |     |     |      |      |      |     |     | 6   | 4   |     |     |     | 60     |
| 15   | J. Simpson     |     |     |     |     |      |      |      |     |     | 11  | 8   |     |     |     | 42     |
| 16   | M. Di Leo      |     |     |     |     |      |      |      |     | 6   |     |     |     |     |     | 28     |
| 17   | C. Austin      |     |     |     |     |      |      | 11   |     |     |     |     |     |     |     | 1      |
| –    | E. Newton-John |     |     |     |     |      |      | DNA  |     |     |     |     |     |     |     | 0      |
| Pos. | Fahrer         | STP | LBH | BAR | BAR | INDY | INDY | INDY | POC | TOR | MDO | MDO | MIL | SON | SON | Punkte |

| Farbe      | Bedeutung                                          |
| ---------- | -------------------------------------------------- |
| Gold       | Sieger                                             |
| Silber     | 2. Platz                                           |
| Bronze     | 3. Platz                                           |
| Grün       | 4. und 5. Platz                                    |
| Hellblau   | 6. bis 10. Platz                                   |
| Dunkelblau | Rennen beendet (außerhalb der ersten zehn Piloten) |
| Violett    | Rennen nicht beendet                               |
| Rot        | nicht qualifiziert (DNQ)                           |
| Schwarz    | disqualifiziert (DSQ)                              |
| Weiß       | nicht am Start (DNS)                               |
| Weiß       | zurückgezogen (WD)                                 |
| Weiß       | Rennen abgesagt (C)                                |
| Blanko     | nicht teilgenommen                                 |
| Blanko     | nicht erschienen (DNA)                             |
| Blanko     | verletzt oder krank (INJ)                          |
| Blanko     | ausgeschlossen (EX)                                |

| Weitere Notation |                                                               |                    |                    |
| Fett             | Pole-Position (1 Punkt)                                       |                    |                    |
| Kursiv           | Schnellste Rennrunde (1 Punkt)                                |                    |                    |
| °                | Qualifying abgebrochen, kein Bonuspunkt für die Pole-Position |                    |                    |
| *                | Meiste Führungsrunden (1 Punkt)                               | Rookie of the Year | Rookie of the Year |
| Rookie           |                                                               |                    |                    |

| Farbe      | Bedeutung                                          |
| ---------- | -------------------------------------------------- |
| Gold       | Sieger                                             |
| Silber     | 2. Platz                                           |
| Bronze     | 3. Platz                                           |
| Grün       | 4. und 5. Platz                                    |
| Hellblau   | 6. bis 10. Platz                                   |
| Dunkelblau | Rennen beendet (außerhalb der ersten zehn Piloten) |
| Violett    | Rennen nicht beendet                               |
| Rot        | nicht qualifiziert (DNQ)                           |
| Schwarz    | disqualifiziert (DSQ)                              |
| Weiß       | nicht am Start (DNS)                               |
| Weiß       | zurückgezogen (WD)                                 |
| Weiß       | Rennen abgesagt (C)                                |
| Blanko     | nicht teilgenommen                                 |
| Blanko     | nicht erschienen (DNA)                             |
| Blanko     | verletzt oder krank (INJ)                          |
| Blanko     | ausgeschlossen (EX)                                |

| Weitere Notation |                                                               |                    |                    |
| Fett             | Pole-Position (1 Punkt)                                       |                    |                    |
| Kursiv           | Schnellste Rennrunde (1 Punkt)                                |                    |                    |
| °                | Qualifying abgebrochen, kein Bonuspunkt für die Pole-Position |                    |                    |
| *                | Meiste Führungsrunden (1 Punkt)                               | Rookie of the Year | Rookie of the Year |
| Rookie           |                                                               |                    |                    |